# ガラド・アブドゥラヒ・ガラド・ソーフェ
ガラド・アブドゥラヒ・ガラド・ソーフェ（Garaad Abdulahi Garaad Soofe, Garaad Cabdilaahi(C/laahi) Garaad Soofe）はソマリ人のドゥルバハンテ氏族のファラー・ガラド支族の族長。ドゥルバハンテ氏族の長老の一人。晩年はブーホードレの代表者としてたびたび会議に出席した。
ドゥルバハンテの族長・長老は、ソマリランド派、プントランド派、両方から距離を置く立場に分かれるが、ガラド・ソーフェは両方から距離を置く立場だった。
後継者であるガラド・アブディリサグ・ガラド・ソーフェと名前が似ているので注意。また、他にもガラド・ソーフェという名前の著名人がいる（例えばソマリランド内務副長官のOsman Garaad Soofe）。

## 経歴
1933～1934年にイギリス領ソマリランドトゲアー地域のホルファディ生まれた。バイドアで宗教教育を受けた。
1970年代の後半、サウジアラビアに数年間滞在した。その後はホルファディでコーラン教師をしながら遊牧を行っていた。1983年8月に父が亡くなり、2人の兄も早世していたため、族長に就任した。
2010年3月、ブロワダル（Buro Wadal, Buurawadal）の会議に出席し、いわゆるSSC地域（スール地域、サナーグ地域、アイン地域）のありかたについて話し合いが行われたが、ガラド・ソーフェは解決の見込みが立たないとして会議を途中退席した。
2010年7月、シーガーグに新たにできたモスクの落成式にブーホードレからの代表団代表として出席。
2010年11月、メガグレ（megagleh, Maygaagle）で氏族間会議が開かれ、カルシャーレ（Kalshaale）での2氏族間の戦闘の解決について話し合われた。ガラド・ソーフェは、過去からの根深い対立が原因であると語っている。
2011年2月、カナダで亡くなったソマリ人に対して、ブーホードレの長老の筆頭として弔辞を送っている。
2012年1月、ドゥルバハンテ氏族の軍閥であるチャツモ国の幹部と会談するため、ブーホードレの代表の一人として首都タレーを訪問した。
2014年7月19日、ブーホードレで死去。ブーホードレに埋葬された。
2015年1月15日、ガラド・アブディリサグ・ガラド・ソーフェ（Garaad Abdirisaag Garaad Soofe）がマハムド・ガラド氏族の族長に就任した。式典には少なくとも1万2千人が出席した。

## 家族
4人の息子と5人の娘がいる。